# Caroline Maes
Caroline Maes (ur. 9 listopada 1982 w Dendermonde) – belgijska tenisistka.
Zawodniczka startowała w turniejach singlowych i deblowych z cyklu rozgrywek ITF. W grze pojedynczej triumfowała pięciokrotnie, a w podwójnej – sześciokrotnie. Sklasyfikowana najwyżej na 151. miejscu w singlu (28 maja 2007) i 135. w deblu (11 lutego 2008).
Na liście pokonanych przez Belgijkę zawodniczek były: Mara Santangelo, Gréta Arn, Jelena Kostanić, Flavia Pennetta i Wiera Zwonariowa.
W roku 2005 triumfowała w belgijskim Koksijde (singel) i w Zwevegem w grze podwójnej (razem z Leslie Butkiewicz).
Reprezentantka Belgii w rozgrywkach Pucharu Federacji od 2002 roku. Wygrała dwa mecze spośród dziewięciu, w których brała udział.
Rok 2006 to tylko jeden występ zawodowy i jeden mecz wygrany w turnieju WTA. Miało to miejsce w ostatnim turnieju przed WTA Tour Championships. Maes otrzymała dziką kartę od gospodarzy turnieju w Hasselt. Pokonała w pierwszej rundzie Julianę Fedak. W kolejnej przegrała z Michaëllą Krajicek, walka toczyła się jednak przez trzy sety. Trzykrotnie wystąpiła w grze podwójnej – z Kirsten Flipkens w Antwerpii, z Kim Clijsters w Miami i z Leslie Butkiewicz w Hasselt. Najlepszy wynik osiągnęła z Clijsters w Miami – drugą rundę.
W roku 2007 wystąpiła w zawodowej imprezie w Antwerpii, gdzie została pokonana w pierwszej rundzie przez Sybille Bammer. W kwietniu wystąpiła w parze z Kim Clijsters na turnieju w Miami, gdzie w pierwszej rundzie przegrały z Tatianą Golovin i Dinarą Safiną. Był to ostatni deblowy start Clijsters przed zakończeniem kariery zawodowej. W połowie maja wygrała turniej ITF w Rzymie. Tam też skreczowała w finale gry podwójnej przy stanie 0:1 w parze z Estonką Maret Ani. Zwyciężczyniami tego meczu zostały Marta Domachowska i Emma Laine. Dwa tygodnie później pokonała rozstawioną Akiko Morigami w pierwszej rundzie turnieju w Strasburgu.

## Wygrane turnieje rangi ITF
| turnieje z pulą nagród 100 000 $ |
| turnieje z pulą nagród 75 000 $  |
| turnieje z pulą nagród 50 000 $  |
| turnieje z pulą nagród 25 000 $  |
| turnieje z pulą nagród 15 000 $  |
| turnieje z pulą nagród 10 000 $  |

### Gra pojedyncza
|    | Data       | Turniej           | Kat. | ($)     | Naw.   | Finalistka         | Wynik              |
| 1. | 13/08/2000 | Rebecq            | ITF  | 10 000  | ziemna | Claudine Schaul    | 1:6, 7:6, 6:3      |
| 2. | 12/11/2000 | Villenave-d’Ornon | ITF  | 10 000  | ziemna | Claudine Schaul    | 4:0, 4:1, 4:5, 4:1 |
| 3. | 11/11/2001 | Villenave-d’Ornon | ITF  | 10 000  | ziemna | Stephanie Rizzi    | 6:2, 4:6, 6:2      |
| 4. | 02/12/2001 | Majorka           | ITF  | 10 000  | ziemna | Adriana Basaric    | 2:6, 6:1, 7:5      |
| 5. | 21/08/2005 | Koksijde          | ITF  | 10 000  | ziemna | Nadege Vergos      | 6:2, 6:0           |
| 6. | 07/05/2006 | Dubrownik         | ITF  | 10 000  | ziemna | Karolina Jovanovic | 6:1, 6:1           |
| 7. | 13/08/2006 | Rebecq            | ITF  | 10 000  | ziemna | Sylvia Montero     | 6:1, 6:2           |
| 8. | 13/05/2007 | Rzym              | ITF  | 100 000 | ziemna | Marta Marrero      | 6:4, 7:6(7)        |